# Arrocera Los Ceibos
Arrocera Los Ceibos ist eine Ortschaft in Uruguay.

## Geographie
Der Ort befindet sich auf dem Gebiet des Departamento Treinta y Tres in dessen Sektor 3. Arrocera Los Ceibos liegt südöstlich von Arrocera Mini, ostnordöstlich von Arrocera El Tigre und südwestlich von Arrocera La Querencia.

## Einwohner
Arrocera Los Ceibos hatte bei der Volkszählung im Jahre 2011 49 Einwohner, davon 24 männliche und 25 weibliche. Bei den vorhergehenden Volkszählungen von 1963 bis 2004 wurden für den Ort keine statistischen Daten erfasst.
| Jahr | Einwohner |
| ---- | --------- |
| 1996 | -         |
| 2004 | -         |
| 2011 | 49        |

Quelle: Instituto Nacional de Estadística de Uruguay